# Polypogon tentacularia
Polypogon tentacularia là một loài bướm đêm thuộc họ Noctuidae. Nó được tìm thấy ở châu Âu.

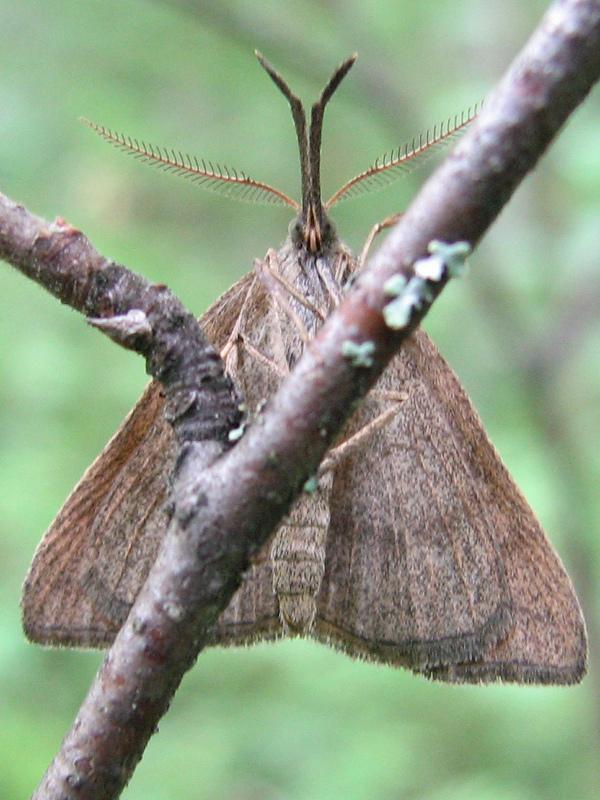

Sải cánh dài ca. 30 mm. Con trưởng thành bay từ tháng 6 đến tháng 7 tùy theo địa điểm.
Ấu trùng ăn Taraxacum officinale, Goldenrod và Hawkweed.

## Hình ảnh

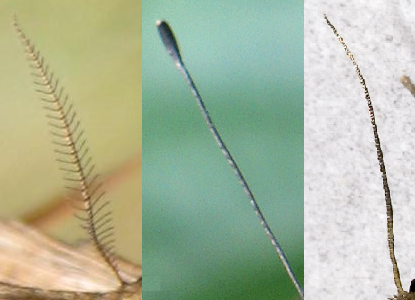
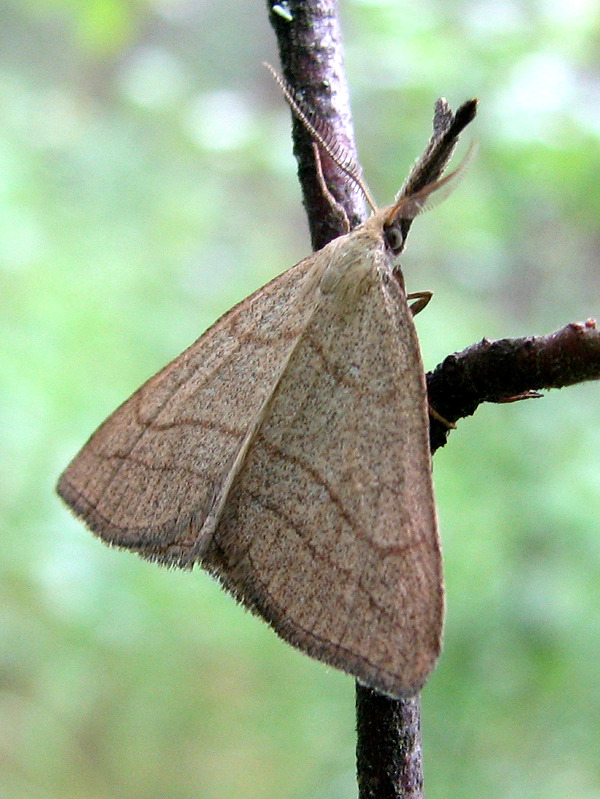